# تشی دم‌فرچه‌ای
تشی دم‌فرچه‌ای (نام علمی: Atherurus) نام یک سرده از تیره تشی‌های بر قدیم است.

## گونه‌ها
- - A. macrourus - تشی دم‌فرچه‌ای آسیایی
  - A. africanus - تشی دم‌فرچه‌ای آفریقایی